# William Robert Taylor
William Robert Taylor (Woodbury, 10 luglio 1820 – Burke, 17 marzo 1909) è stato un politico statunitense. Fu membro del Senato del Wisconsin dal 1859 al 1860 e il 12º governatore del Wisconsin dal 1874 al 1876.

## Biografia
Taylor è nato a Woodbury, nel Connecticut. Rimase orfano all'età di 6 anni quando la nave di suo padre fu persa in mare; sua madre morì quando era un bambino. Accudito dai suoi vicini, si trasferì poi con i suoi tutori nella contea di Jefferson, a New York. Taylor si trasferì poi in Ohio, dove insegnò a scuola, studiò medicina e prestò servizio nella milizia locale. Fu presidente della Dane County Agricultural Society e della State Agricultural Society, dopo essersi trasferito nel 1848 in una fattoria a Cottage Grove, nel Wisconsin. Lì si mise in affari nel settore del legname e dell'agricoltura. Fu membro sia dell'Assemblea Statale del Wisconsin nel 1855 sia del Senato del Wisconsin nel 1859-1860. Fece parte del consiglio della contea di Dane, sovrintendente delle scuole della contea e sovrintendente dei poveri della contea (County Superintendent of the Poor). Fu amministratore fiduciario dello State Hospital for the Insane di Mendota dal 1860 al 1874.
Sebbene fosse un democratico, sostenne il Nord durante la guerra civile e fu eletto per un mandato come governatore del Wisconsin a capo del partito "Reform Party" , una coalizione di breve durata di democratici, riformisti, repubblicani liberali e appartenenti al movimento del Grange. Prestò servizio come governatore dal 5 gennaio 1874 al 3 gennaio 1876 pagando di tasca propria la cerimonia della sua inaugurazione e rifiutando i pass gratuiti per la ferrovia e i telegrammi.
Impoverito, Taylor morì nella Gisholt Home for the Age in Burke, Wisconsin, il 17 marzo 1909 all'età di 88 anni. È sepolto a Forest Hill Cemetery, Madison, nel Wisconsin.  La contea di Taylor, Wisconsin, è stata così denominata in suo onore.